# Derrick Freeman
Derrick Blair Freeman (* 8. März 1969 in Mount Holly; † 18. Februar 2025) war ein US-amerikanisch-deutscher Basketballspieler. Der 1,94 Meter große Flügelspieler stand während seiner Profikarriere unter anderem beim Bundesligisten TVG Trier unter Vertrag.

## Laufbahn
Freeman, der von einer deutschen Mutter und einem US-amerikanischen Vater abstammt, besuchte die Burlington Township High School im US-Bundesstaat New Jersey. Er spielte dann für die Hochschulmannschaften der Chowan University, des Burlington County College und des Gloucester Community College sowie bis 1996 der Indiana University of Pennsylvania (zweite Division der NCAA). Er erzielte insgesamt 1535 Punkte und lag damit in der ewigen Korbjägerliste der Hochschulmannschaft auf dem siebten Rang, als er die Uni verließ. 2023 wurde er in die Ruhmeshalle der Hochschule aufgenommen.
Seine Karriere als Berufsbasketballspieler begann Freeman 1996 in Irland und spielte in der Saison 1997/98 dann für Chemnitz in der Regionalliga. Freeman kehrte anschließend vorerst in die Vereinigten Staaten zurück, ehe er 1999 vom Bundesligisten TVG Trier verpflichtet wurde. Für die Moselaner lief er bis 2002 in der höchsten deutschen Spielklasse auf und gewann mit ihnen 2001 den DBB-Pokal. Freeman sammelte während seiner Trierer Zeit insgesamt 61 Bundesliga-Einsätze. Seine statistisch beste Spielzeit in der deutschen Eliteklasse war die Saison 1999/2000, als er im Schnitt 9,5 Punkte sowie 5,0 Rebounds je Begegnung verbuchte. Freeman trat mit Trier auch im Europapokal (Korac-Cup) an.
Zu Beginn der Saison 2002/03 spielte Freeman beim englischen Erstligaverein Essex Leopards London und wechselte im Laufe des Spieljahres zu den Wolfenbüttel Dukes in die 2. Basketball-Bundesliga. Dort blieb er bis 2004. In der Saison 2004/05 stand Freeman zunächst beim deutschen Zweitligisten Krefeld Panthers, dann beim niederländischen Ehrendivisionsklub Aris Leeuwarden unter Vertrag. Von Frühjahr 2006 bis Saisonende 2006/07 trug er das Hemd der Düsseldorf Magics (ebenfalls 2. Bundesliga), in der Saison 2007/08 arbeitete er beim Regionalligaverein Bergheim Bandits als Spielertrainer. Zum Abschluss seiner Profilaufbahn spielte Freeman in den Spieljahren 2008/09 sowie 2009/10 bei den NVV Lions Mönchengladbach (Regionalliga).